# Caenolestes
Genre
Le genre Caenolestes comprend des espèces qui ne se trouvent que dans les Andes (Amérique du Sud), dans les forêts denses et humides :
- Caenolestes caniventer Anthony, 1921
- Caenolestes condorensis Albuja et Patterson, 1996
- Caenolestes convelatus Anthony, 1924
- Caenolestes fuliginosus (Tomes, 1863) — Opossum musaraigne soyeux